# Condado de Żuromin
Condado de Żuromin (polaco: powiat żuromiński) é um powiat (condado) da Polónia, na voivodia da Mazóvia. A sede do condado é a cidade de Żuromin. Estende-se por uma área de 805,01 km², com 40 305 habitantes, segundo o censo de 2005, com uma densidade de 50,07 hab/km².

## Divisões admistrativas
O condado possui:
Comunas urbana-rurais: Bieżuń, Żuromin
Comunas rurais: Kuczbork Osada, Lubowidz, Lutocin, Siemiątkowo
Cidades: Bieżuń, Żuromin

## Demografia
População (dados de 30 de Junho de 2005):
|          | Total   | Total | Mulheres | Mulheres | Homens  | Homens |
| -------- | ------- | ----- | -------- | -------- | ------- | ------ |
|          | pessoas | %     | pessoas  | %        | pessoas | %      |
| Total    | 40 305  | 100   | 20 434   | 50,7     | 19 871  | 49,3   |
| Cidades  | 10 606  | 100   | 5468     | 51,6     | 5138    | 48,4   |
| Povoados | 29 699  | 100   | 14 966   | 50,4     | 14 733  | 49,6   |